# Michael Christensen (pilote automobile)
Pour les articles homonymes, voir Michael Christensen et Christensen.
Michael Klitgaard Christensen, né le 28 août 1990 à Karlslunde (en) au Danemark, est un pilote automobile danois.

## Palmarès
- 2006 : Karting : 2e du championnat du monde Formule A et champion d'Allemagne KF1
- 2007 : Karting : 3e du championnat d'Europe, vainqueur de la winter cup KF1 et champion d'Allemagne KF1
- 2008 : Formule BMW Europe, 6e
- 2009 : Formule BMW Europe, 4e
- 2010 : GP3 Series, avec l'écurie MW Arden
- 2011 : GP3 Series, 11e.
- 2019 : Vainqueur des 24 Heures de Spa

## Résultats aux 24 heures du mans
| Année | Equipe                | Coéquipiers                    | Voiture               | Classe    | Tours | Pos. | Class Pos. |
| ----- | --------------------- | ------------------------------ | --------------------- | --------- | ----- | ---- | ---------- |
| 2015  | Porsche Team Manthey  | Richard Lietz Jörg Bergmeister | Porsche 911 RSR (991) | LMGTE PRO | 327   | 30e  | 5e         |
| 2016  | Dempsey-Proton Racing | Richard Lietz Philipp Eng      | Porsche 911 RSR (991) | LMGTE PRO | 329   | 31e  | 8e         |
| 2017  | Porsche GT Team       | Kévin Estre Dirk Werner        | Porsche 911 RSR       | LMGTE PRO | 179   | Abd. | Abd.       |
| 2018  | Porsche GT Team       | Kévin Estre Laurens Vanthoor   | Porsche 911 RSR       | LMGTE PRO | 344   | 15e  | 1er        |
| 2019  | Porsche GT Team       | Kévin Estre Laurens Vanthoor   | Porsche 911 RSR       | LMGTE PRO | 337   | 29e  | 9e         |